# Elisa Schlott
Pour les articles homonymes, voir Elisa et Schlott.
Elisa Schlott, née le 7 février 1994 à Berlin, est une actrice allemande.

## Filmographie
- 2006 : Der Idiot (série télévisée) : Lebedjews enfant
- 2006 : Das Geheimnis von St. Ambrose (téléfilm) : Fanny Cramer
- 2007 : Die Frau vom Checkpoint Charlie (de) (téléfilm) : Sabine 'Bine' Bender
- 2008 : Polizeiruf 110 (série télévisée) : Laura
- 2008 : Der große Tom (de) (téléfilm) : Sophie Berger
- 2009 : Draußen am See (de) : Jessika Borowski
- 2009 : La Disparition de Julia : Jessica
- 2011 : Fliegende Fische müssen ins Meer (de) : Nana Meiringer
- 2011 : Das unsichtbare Mädchen (téléfilm) : Sina Kolb
- 2012 : Das Wochenende : Doro Lansky
- 2012 : Finn und der Weg zum Himmel (téléfilm) : Hannah Maier
- 2013 : Spieltrieb : Odetta
- 2013 : Nichts mehr wie vorher (de) (téléfilm) : Emma Grundmann
- 2014 : Agnieszka : Laura
- 2015 : Tatort (série télévisée) : Rita Holbeck
- 2015 : Marie Brand und der schöne Schein (de) (téléfilm) : Hanna Wahl
- 2015 : Bienenjunge & Blumenmädchen (de) (court métrage) : Elsa
- 2015 : Markus Lanz (de) (émission de télévision) : elle-même
- 2016 : La Cigale et la Fourmi (court métrage) : Lena
- 2017 : Fremde Tochter : Lena
- 2017 : Das Verschwinden (mini-série) : Janine Grabowski
- 2020 : Nos années miraculeuses (mini-série) : Ulla Wolf
- 2022 : L'Impératrice (série télévisée) : Hélène en Bavière, sœur de l'impératrice Élisabeth de Wittelsbach dite Sissi